# 트리코모나스증
트리코모나스증(Trichomoniasis)은 기생충인 Trichomonas vaginalis에 의해 발생하는 전염병이다. 영향을 받은 사람들의 약 70%는 감염되었을 때 증상이 없다. 증상이 나타나면 일반적으로 노출 후 5~28일 후에 시작된다. 증상으로는 생식기 부위의 가려움증, 악취가 나는 묽은 질 분비물, 배뇨 시 작열감, 성관계 시 통증 등이 있다. 트리코모나스증에 걸리면 HIV/AIDS에 걸릴 위험이 높아진다. 또한 임신 중에 합병증을 유발할 수 있다.
트리코모나스 증은 성병 (STI)으로 질, 구강 또는 항문 성교를 통해 가장 자주 퍼진다. 성기를 만지는 것을 통해서도 퍼질 수 있다. 감염된 사람들은 증상이 없는 경우에도 질병을 퍼뜨릴 수 있다. 진단은 현미경을 사용하여 질액에서 기생충을 찾고, 질액이나 소변을 배양하거나, 기생충의 DNA를 검사하는 것이다. 존재하는 경우 다른 STI를 검사해야 한다.
예방 방법에는 성관계를 갖지 않는 것 , 콘돔을 사용하는 것, 질 세척을 하지 않는 것, 새 파트너와 성관계를 갖기 전에 성병 검사를 받는 것 등이 있다. 트리코모나스증은 메트로니다졸이나 티니다졸 같은 항생제로 치료할 수 있다. 성 파트너도 치료해야 한다. 약 20%의 사람들이 치료 후 3개월 이내에 다시 감염된다.
2015년에 약 1억 2,200만 건의 트리코모나스증이 새로 발생했다. 미국에서는 약 2백만 명의 여성이 감염된 상태이다. 남성보다 여성에게 더 자주 발생한다. Trichomonas vaginalis는 1836년 Alfred Donné에 의해 처음 확인되었다. 1916년에 이 질병을 일으키는 것으로 처음 인식되었다.

## 징후 및 증상
감염된 대부분의 사람들은 증상이 없으며 수년간 발견되지 않을 수 있다. 경험한 증상으로는 음경, 요도( 요도염 ) 또는 질( 질염 )의 통증, 작열감 또는 가려움증이 있다. 성교 및 배뇨 시 남녀 모두의 불편함이 증가할 수 있다. 여성의 경우 황록색, 가렵고, 거품이 많고, 악취가 나는("생선" 냄새) 질 분비물이 있을 수 있다. 드물게 하복부 통증이 발생할 수 있다. 증상은 일반적으로 노출 후 5~28일 이내에 나타난다. 때때로 트리코모나스 증은 증상이 유사하기 때문에 클라미디아와 혼동될 수 있다.

### 합병증
트리코모나스증은 몇 가지 심각한 합병증과 관련이 있다.
- HIV의 전파 및 감염 위험 증가와 관련이 있다.[9][10]
- 트리코모나스증은 여성이 저체중 또는 미숙아를 분만하도록 할 수 있다.[9]
- 트리코모나스 감염이 HPV 고위험 균주와의 동시 감염과 관련될 수 있지만 자궁경부암을 유발하는 데 트리코모나스 감염의 역할은 불분명하다.[11]
- 남성의 T. vaginalis 감염은 무증상 요도염과 전립선염을 일으키는 것으로 밝혀졌다. 전립선에서는 만성 염증을 일으켜 결국 전립선암을 유발할 수 있다.[12][13]

## 원인

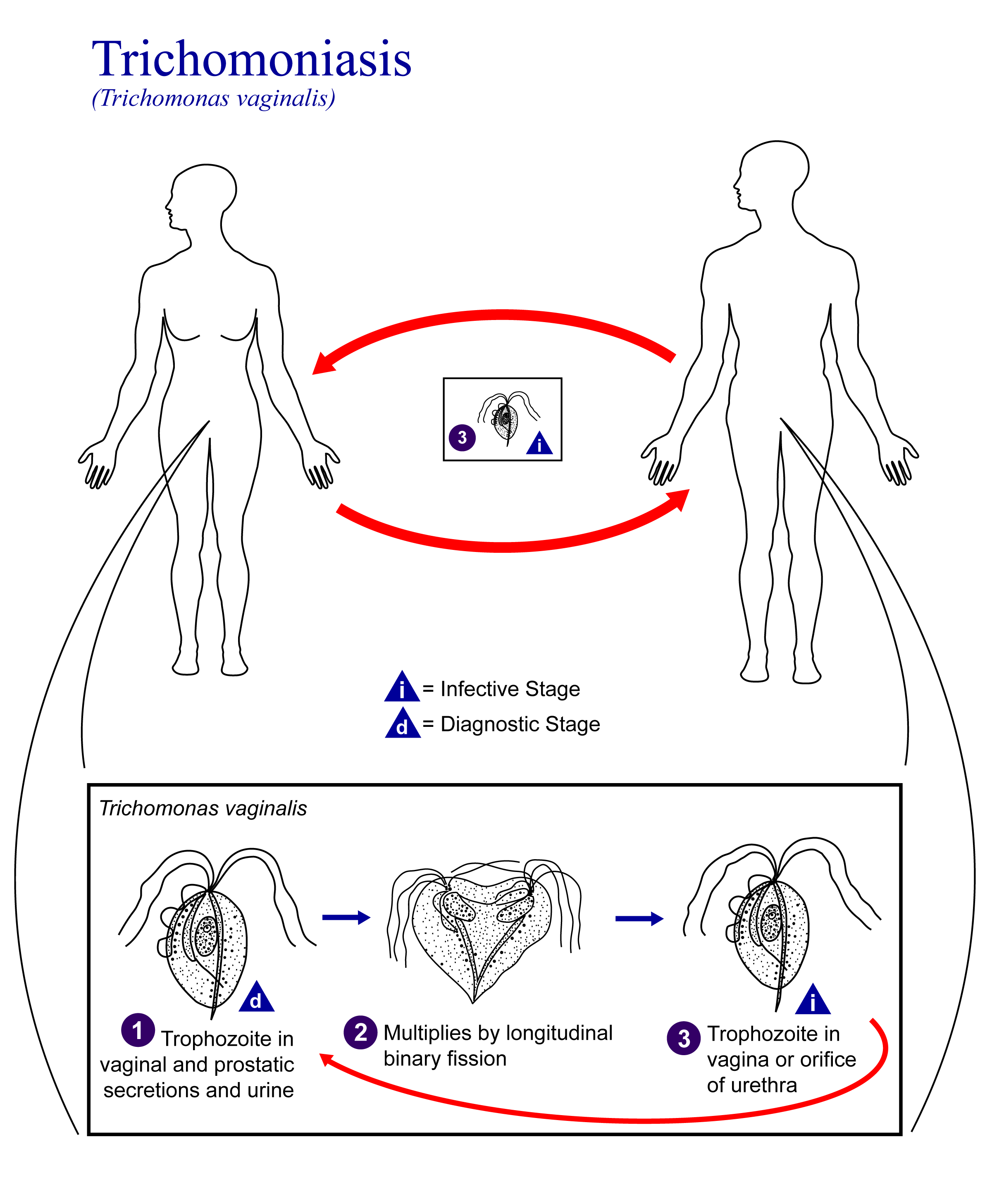
트리코모나스의 수명 주기

인간 생식기는 이 종의 유일한 저장소이다. 트리코모나스는 성적 또는 생식기 접촉을 통해 전염된다.
단세포 원생동물은 숙주 세포에 기계적 스트레스를 가한 다음 세포 사멸 후에 세포 조각을 섭취한다.

### 유전자 서열
트리코모나스 게놈의 초안 시퀀스는 2007년 1월 12일 Science 저널에 게재되어 게놈에 인간 게놈과 유사한 수인 26,000개 이상의 유전자가 있음을 확인했다. 수천 개의 잠재적 전이성 인자를 포함하여, ~35,000개의 확인되지 않은 유전자를 더한다면 트리코모나스의 유전자 함량은 60,000개를 훨씬 넘는다.

## 진단
트리코모나스 증을 검사하는 세 가지 주요 방법이 있다.
- 첫 번째는 식염수 현미경으로 알려져 있다. 이것은 가장 일반적으로 사용되는 방법이며 현미경 검사를 위해 자궁경부, 질 또는 음경 면봉 표본이 필요하다.[17] 하나 이상의 트리코모나스가 존재하면 양성을 시사한다. 이 방법은 저렴하지만 부적절한 표본으로 인해 종종 민감도가 낮아(60-70%) 위음성이 발생한다.[18][19]
- 두 번째 진단 방법은 배양이다. 이는 역사적으로 전염병 진단의 "최적표준"이었다. Trichomonas vaginalis 배양 검사는 비교적 저렴하다. 그러나 민감도는 여전히 다소 낮다(70-89%).[20]
- 세 번째 방법은 더 민감한 핵산 증폭 검사 (NAAT)를 포함한다.[20] 이러한 검사는 현미경 및 배양보다 비용이 많이 들지만 매우 민감하다(80-90%).[21]

## 방지
남성용 콘돔이나 여성용 콘돔을 사용하면 트리코모나스증의 확산을 예방하는 데 도움이 될 수 있다. 그러나 이러한 감염을 예방하는 방법에 초점을 맞춘 신중한 연구가 수행된 적은 없다. 물을 통한 트리코모나스 감염은 Trichomonas vaginalis 가 45-60분 후에 물에서, 온천수에서 30분에서 3시간 후에, 희석된 소변에서 5-6시간 후에 죽기 때문에 가능성이 낮다.
현재 가족 계획이나 성병 검사를 받는 일반 미국 인구에 대한 일상적인 표준 선별 요건은 없다. 질병 통제 예방 센터(CDC)는 질 분비물이 있는 여성에게 트리코모나스증 검사를 권장, 감염 위험이 높거나 HIV 양성 혈청 상태인 여성에 대해 고려할 수 있다고 제시한다.
새롭고 매우 특이적이고 민감한 트리코모나스증 검사의 출현은 남성과 여성 모두를 위한 새로운 선별 프로토콜에 대한 기회를 제공한다. 미국에서 트리코모나스증의 진단 및 치료를 위한 이 새로운 검사의 비용 효율성과 가장 유익한 사용을 결정하려면 신중한 계획, 토론 및 연구가 필요하며, 이는 더 나은 예방 노력으로 이어질 수 있다.
예약을 상기시키기 위해 이메일이나 문자 메시지를 보내는 방식 등, STI 검사에 대한 후속 조치를 개선하기 위한 여러 전략이 존재한다.

### 선별검사
트리코모나스증에 대한 감염 증상이 없는 임산부를 선별하고 감염에 양성 반응을 보인 여성을 치료하기 위한 무작위 대조 시험의 증거는 조산 위험 감소를 일관되게 보여주지 못했다. 이 결과를 확인하고 최상의 선별 방법을 결정하려면 추가 연구가 필요하다. 미국에서는 트리코모나스 감염이 태아에게 HIV를 전염 시킬 위험이 증가하기 때문에 증상이 없는 임산부의 선별검사는 HIV 감염자에게만 권장된다.

## 치료
임신부와 비임신부 모두의 치료는 일반적으로 메트로니다졸 로 1회 특히 임신 초기에는 주의해야 한다. 성 파트너는 증상이 없더라도 치료를 받아야 한다. 니트로이미다졸의 단일 경구 투여는 기생충을 죽이기에 충분하다.
95-97%의 경우 감염은 메트로니다졸 1회 투여 후에 해결된다. 연구에 따르면 트리코모나스 발병 사례의 4-5%가 메트로니다졸에 내성이 있으며 일부 "재발" 사례를 설명할 수 있다. 트리코모나스 증은 치료하지 않으면 여성의 경우 수개월에서 수년 동안 지속될 수 있으며 남성의 경우 치료 없이 개선되는 것으로 생각된다. HIV 감염을 앓고 있는 여성은 1회 투여보다 7일 동안 치료하면 더 나은 치료율을 보이다.
국소 치료는 스케네선(Skene's gland) 및 저장고 역할을 하는 기타 비뇨생식기 구조로 인해 경구 항생제보다 덜 효과적이다.

## 역학
2013년에 약 5,800만 건의 트리코모나스증이 발생했다. 남성(1.4%)보다 여성(2.7%)에서 더 흔하다. 이는 미국에서 가장 흔한 비바이러스성 성병으로, 연간 370만 건의 유병 사례와 110만 건의 신규 사례가 발생하는 것으로 추산된다. 일반 미국 인구의 3%, 중등도에서 고위험(수감 포함) 인구의 7.5-32%가 감염되는 것으로 추정된다.